# Rogelio Pampols
Rogelio Pampols Morer (en catalán: Rogeli Pàmpols Morer; Almacellas, 6 de mayo de 1936-Barcelona, 6 de octubre de 2023) fue un futbolista español que se destacó como guardameta.

## Trayectoria
| Club                         | País   | Periodo   | División |
| ---------------------------- | ------ | --------- | -------- |
| Terrassa FC                  | España | 1956-1958 | 2.ª      |
| Real Zaragoza                | España | 1958-1961 | 1.ª      |
| R. C. Deportivo de La Coruña | España | 1961-1962 | 2.ª      |
| R. C. Deportivo de La Coruña | España | 1962-1963 | 1.ª      |
| R. C. Deportivo de La Coruña | España | 1963-1964 | 2.ª      |
| R. C. Deportivo de La Coruña | España | 1964-1965 | 1.ª      |
| C.E.Europa                   | España | 1965-1970 | 2.ª      |

## Muerte
Rogelio Pampols falleció el 6 de octubre de 2023, a los 87 años.